# Кубок України з волейболу серед жінок 2020—2021
Кубок України 2020/2021 серед жіночих волейбольних команд походив з 25 вересня 2020 по 27 лютого 2021 року.

## Перший етап

### Група А
| 25 вересня 2020 |

| «Рись ДНЗ ВПУ-34-ДЮСШ» | 0 – 3 | «ВК Буковинка-ДЮСШ №4» |
| ---------------------- | ----- | ---------------------- |
|                        |       |                        |

|  |

| 26 вересня 2020 |

| «ВК Буковинка-ДЮСШ №4» | 3 – 1 | «Олімпія-ДЮСШ №2-Коледж фізичного виховання» |
| ---------------------- | ----- | -------------------------------------------- |
|                        |       |                                              |

|  |

| 27 вересня 2020 |

| «Рись ДНЗ ВПУ-34-ДЮСШ» | 3 – 0 | «Олімпія-ДЮСШ №2-Коледж фізичного виховання» |
| ---------------------- | ----- | -------------------------------------------- |
|                        |       |                                              |

|  |

1. «ВК Буковинка-ДЮСШ №4» (Чернівці)
2. «Рись ДНЗ ВПУ-34-ДЮСШ» (Стрий)
3. «Олімпія-ДЮСШ №2-Коледж фізичного виховання» (Івано-Франківськ)

### Група Б
| 25 вересня 2020 |

| «СК Балта-БПК» | 0 – 3 | «Фогтланд» |
| -------------- | ----- | ---------- |
|                |       |            |

|  |

| 26 вересня 2020 |

| «Фогтланд» | 3 – 0 | «СК Радіус-СДЮСШОР №2» |
| ---------- | ----- | ---------------------- |
|            |       |                        |

|  |

| 27 вересня 2020 |

| «СК Балта-БПК» | 3 – 0 | «СК Радіус-СДЮСШОР №2» |
| -------------- | ----- | ---------------------- |
|                |       |                        |

|  |

1. «Фогтланд» (Одеса)
2. «СК Балта-БПК» (Балта)
3. «СК Радіус-СДЮСШОР №2» (Полтава)

### Група В
| 25 вересня 2020 |

| «Южанка-ЧНУ-ДЮСШ №5-МФКФК» | 0 – 3 | «СК Прометей-2-ДДТУ» |
| -------------------------- | ----- | -------------------- |
|                            |       |                      |

|  |

| 25 вересня 2020 |

| «Збірна Харківської обл.-КЗ ХПКСП ХОР» | 3 – 0 | ВК «Іскра» |
| -------------------------------------- | ----- | ---------- |
|                                        |       |            |

|  |

| 26 вересня 2020 |

| ВК «Іскра» | 0 – 3 | «СК Прометей-2-ДДТУ» |
| ---------- | ----- | -------------------- |
|            |       |                      |

|  |

| 26 вересня 2020 |

| «Збірна Харківської обл.-КЗ ХПКСП ХОР» | 3 – 1 | «Южанка-ЧНУ-ДЮСШ №5-МФКФК» |
| -------------------------------------- | ----- | -------------------------- |
|                                        |       |                            |

|  |

| 27 вересня 2020 |

| «Южанка-ЧНУ-ДЮСШ №5-МФКФК» | 0 – 3 | ВК «Іскра» |
| -------------------------- | ----- | ---------- |
|                            |       |            |

|  |

| 27 вересня 2020 |

| «СК Прометей-2-ДДТУ» | 2 – 3 | «Збірна Харківської обл.-КЗ ХПКСП ХОР» |
| -------------------- | ----- | -------------------------------------- |
|                      |       |                                        |

|  |

1. «Збірна Харківської обл.-КЗ ХПКСП ХОР» (Харків)
2. «СК Прометей-2-ДДТУ» (Кам'янське)
3. ВК «Іскра»
4. «Южанка-ЧНУ-ДЮСШ №5-МФКФК» (Миколаїв)

### Група Г
| 25 вересня 2020 |

| «ДоброДій-Медуніверситет-ШВСМ» | 3 – 0 | «Новатор-ХНУ» |
| ------------------------------ | ----- | ------------- |
|                                |       |               |

|  |

| 25 вересня 2020 |

| «Регіна-2-КЛІСП-ОСДЮСШОР» | 3 – 1 | НУФВСУ |
| ------------------------- | ----- | ------ |
|                           |       |        |

|  |

| 26 вересня 2020 |

| «Новатор-ХНУ» | 0 – 3 | НУФВСУ |
| ------------- | ----- | ------ |
|               |       |        |

|  |

| 26 вересня 2020 |

| «ДоброДій-Медуніверситет-ШВСМ» | 3 – 1 | «Регіна-2-КЛІСП-ОСДЮСШОР» |
| ------------------------------ | ----- | ------------------------- |
|                                |       |                           |

|  |

| 27 вересня 2020 |

| «Регіна-2-КЛІСП-ОСДЮСШОР» | 3 – 0 | «Новатор-ХНУ» |
| ------------------------- | ----- | ------------- |
|                           |       |               |

|  |

| 27 вересня 2020 |

| НУФВСУ | 0 – 3 | «ДоброДій-Медуніверситет-ШВСМ» |
| ------ | ----- | ------------------------------ |
|        |       |                                |

|  |

1. «ДоброДій-Медуніверситет-ШВСМ» (Вінниця)
2. «Регіна-2-КЛІСП-ОСДЮСШОР» (Рівне)
3. НУФВСУ (Київ)
4. «Новатор-ХНУ» (Хмельницький)

## Другий етап

### Група Ґ
| 22 грудня 2020 |

| «Галичанка-ЗУНУ» | 3 – 0 | «СК Прометей-2-ДДТУ» |
| ---------------- | ----- | -------------------- |
|                  |       |                      |

|  |

| 22 грудня 2020 |

| «Волинь-Університет-ОДЮСШ» | 3 – 0 | Збірна Харківської обл.-КЗ ХПКСП ХОР |
| -------------------------- | ----- | ------------------------------------ |
|                            |       |                                      |

|  |

| 23 грудня 2020 |

| «СК Прометей-2-ДДТУ» | 0 – 3 | Збірна Харківської обл.-КЗ ХПКСП ХОР |
| -------------------- | ----- | ------------------------------------ |
|                      |       |                                      |

|  |

| 23 грудня 2020 |

| «Галичанка-ЗУНУ» | 3 – 2 | «Волинь-Університет-ОДЮСШ» |
| ---------------- | ----- | -------------------------- |
|                  |       |                            |

|  |

| 24 грудня 2020 |

| «Волинь-Університет-ОДЮСШ» | 3 – 0 | «СК Прометей-2-ДДТУ» |
| -------------------------- | ----- | -------------------- |
|                            |       |                      |

|  |

| 24 грудня 2020 |

| Збірна Харківської обл.-КЗ ХПКСП ХОР | 0 – 3 | «Галичанка-ЗУНУ» |
| ------------------------------------ | ----- | ---------------- |
|                                      |       |                  |

|  |

1. «Галичанка-ЗУНУ» (Тернопіль)
2. «Волинь-Університет-ОДЮСШ» (Луцьк)
3. Збірна Харківської обл.-КЗ ХПКСП ХОР (Харків)
4. «СК Прометей-2-ДДТУ» (Кам'янське)

### Група Д
| 5 листопада 2020 |

| «Університет-ШВСМ» | 0 – 3 | «Аланта» |
| ------------------ | ----- | -------- |
|                    |       |          |

|  |

| 5 листопада 2020 |

| СК «Прометей» | 3 – 0 | «Фогтланд» |
| ------------- | ----- | ---------- |
|               |       |            |

|  |

| 6 листопада 2020 |

| «Фогтланд» | 0 – 3 | «Аланта» |
| ---------- | ----- | -------- |
|            |       |          |

|  |

| 6 листопада 2020 |

| СК «Прометей» | 3 – 0 | «Університет-ШВСМ» |
| ------------- | ----- | ------------------ |
|               |       |                    |

|  |

| 7 листопада 2020 |

| «Університет-ШВСМ» | 3 – 1 | «Фогтланд» |
| ------------------ | ----- | ---------- |
|                    |       |            |

|  |

| 7 листопада 2020 |

| «Аланта» | 0 – 3 | СК «Прометей» |
| -------- | ----- | ------------- |
|          |       |               |

|  |

1. СК «Прометей» (Кам'янське)
2. «Аланта» (Дніпро)
3. «Університет-ШВСМ» (Чернігів)
4. «Фогтланд» (Одеса)

### Група Е
| 5 листопада 2020 |

| «ВК Полісся-ШВСМ-ЖДУ» | 3 – 0 | ««ВК Буковинка-ДЮСШ №4»» |
| --------------------- | ----- | ------------------------ |
|                       |       |                          |

|  |

| 5 листопада 2020 |

| «Регіна-МЕГУ-ОШВСМ» | 3 – 0 | «Регіна-2-КЛІСП-ОСДЮСШОР» |
| ------------------- | ----- | ------------------------- |
|                     |       |                           |

|  |

| 5 листопада 2020 |

| «ВК Полісся-ШВСМ-ЖДУ» | 3 – 1 | «Регіна-МЕГУ-ОШВСМ» |
| --------------------- | ----- | ------------------- |
|                       |       |                     |

|  |

| 5 листопада 2020 |

| «ВК Буковинка-ДЮСШ №4» | 0 – 3 | «Регіна-2-КЛІСП-ОСДЮСШОР» |
| ---------------------- | ----- | ------------------------- |
|                        |       |                           |

|  |

| 5 листопада 2020 |

| «Регіна-МЕГУ-ОШВСМ» | 3 – 0 | «ВК Буковинка-ДЮСШ №4» |
| ------------------- | ----- | ---------------------- |
|                     |       |                        |

|  |

| 5 листопада 2020 |

| «Регіна-2-КЛІСП-ОСДЮСШОР» | 0 – 3 | «ВК Полісся-ШВСМ-ЖДУ» |
| ------------------------- | ----- | --------------------- |
|                           |       |                       |

|  |

1. «ВК Полісся-ШВСМ-ЖДУ» (Житомир)
2. «Регіна-МЕГУ-ОШВСМ» (Рівне)
3. «Регіна-2-КЛІСП-ОСДЮСШОР» (Рівне)
4. «ВК Буковинка-ДЮСШ №4» (Чернівці)

### Група Є
| 6 листопада 2020 |

| «ДоброДій-Медуніверситет-ШВСМ» | 0 – 3 | «Хімік» |
| ------------------------------ | ----- | ------- |
|                                |       |         |

| Арбітр: Сергій Гулька, Валерій Паршин |

«Білозгар-Медуніверситет»: Ольга Павляшик, Яна Завала, Діана Ориш, Анна Ковальчук (л), Єлизавета Лазуренко, Валерія Якушева, Дарія Ковальчук, Лілія Вабіщевич, Валентина Воротниченко. Тренер: Юлія Якушева.
«Хімік»: Ганна Кириченко, Тайнара Еммель, Джасмін Снід, Кристина Нємцева (л), Ольга Скрипак, Юлія Бойко, Дарія Степановська, Аніта Сінгх, Оксана Яковчук, Дар'я Великоконь, Юлія Микитюк, Анастасія Маєвська, Євгенія Хобер. Тренер: Євген Ніколаєв.
| 7 листопада 2020 |

| «Хімік» | 3 – 0 | «Полтавчанка-ПНПУ» |
| ------- | ----- | ------------------ |
|         | [ 1 ] |                    |

| Арбітр: Сергій Гулька, Валерій Паршин |

«Хімік»: Тайнара Еммель, Кристина Нємцева (л), Ольга Скрипак, Катерина Фролова, Юлія Бойко, Дарія Степановська, Оксана Яковчук, Дар'я Великоконь, Юлія Микитюк, Анастасія Маєвська. Тренер: Євген Ніколаєв.
«Полтавчанка»: Катерина Слинько, Ганна Важинська, Олександра Пономаренко, Єлизавета Марченко, Анастасія Снаговська, Марта Щербак (л), Таміла Донець, Вікторія Дабека. Тренер: Анатолій Воліченко.
| 8 листопада 2020 |

| «ДоброДій-Медуніверситет-ШВСМ» | 3 – 1 | «Полтавчанка-ПНПУ» |
| ------------------------------ | ----- | ------------------ |
|                                | [ 1 ] |                    |

| Арбітр: Сергій Гулька, Валерій Паршин |

«Білозгар-Медуніверситет»: Ольга Павляшик, Яна Завала, Діана Ориш, Анна Ковальчук (л), Єлизавета Лазуренко, Валерія Якушева, Дарія Ковальчук, Лілія Вабіщевич, Валентина Воротниченко. Тренер: Юлія Якушева.
«Полтавчанка»: Катерина Слинько, Ганна Важинська, Олександра Пономаренко, Єлизавета Марченко, Анастасія Снаговська, Марта Щербак (л), Таміла Донець, Вікторія Дабека. Тренер: Анатолій Воліченко.
1. «Хімік» (Южне)
2. «ДоброДій-Медуніверситет-ШВСМ» (Вінниця)
3. «Полтавчанка-ПНПУ» (Полтава)

## Третій етап

### Група Ж
| 5 лютого 2021 |

| «Галичанка-ЗУНУ» | 3 – 1 | «ДоброДій-Медуніверситет-ШВСМ» |
| ---------------- | ----- | ------------------------------ |
|                  |       |                                |

|  |

| 5 лютого 2021 |

| «Регіна-МЕГУ-ОШВСМ» | 1 – 3 | «Аланта» |
| ------------------- | ----- | -------- |
|                     |       |          |

|  |

| 6 лютого 2021 |

| «ДоброДій-Медуніверситет-ШВСМ» | 1 – 3 | «Аланта» |
| ------------------------------ | ----- | -------- |
|                                |       |          |

|  |

| 6 лютого 2021 |

| «Галичанка-ЗУНУ» | 1 – 3 | «Регіна-МЕГУ-ОШВСМ» |
| ---------------- | ----- | ------------------- |
|                  |       |                     |

|  |

| 7 лютого 2021 |

| «Аланта» | 3 – 1 | «Галичанка-ЗУНУ» |
| -------- | ----- | ---------------- |
|          |       |                  |

|  |

| 7 лютого 2021 |

| «Регіна-МЕГУ-ОШВСМ» | 3 – 1 | «ДоброДій-Медуніверситет-ШВСМ» |
| ------------------- | ----- | ------------------------------ |
|                     |       |                                |

|  |

1. «Аланта»
2. «Регіна-МЕГУ-ОШВСМ»
3. «Галичанка-ЗУНУ»
4. «ДоброДій-Медуніверситет-ШВСМ»

### Група З
| 5 лютого 2021 |

| «ВК Полісся-ШВСМ-ЖДУ» | 0 – 3 | «Хімік» |
| --------------------- | ----- | ------- |
|                       |       |         |

|  |

| 5 лютого 2021 |

| СК «Прометей» | 3 – 0 | «Волинь-Університет-ОДЮСШ» |
| ------------- | ----- | -------------------------- |
|               |       |                            |

|  |

| 6 лютого 2021 |

| «Хімік» | 3 – 0 | «Волинь-Університет-ОДЮСШ» |
| ------- | ----- | -------------------------- |
|         |       |                            |

|  |

| 6 лютого 2021 |

| «ВК Полісся-ШВСМ-ЖДУ» | 0 – 3 | СК «Прометей» |
| --------------------- | ----- | ------------- |
|                       |       |               |

|  |

| 7 лютого 2021 |

| СК «Прометей» | 3 – 1 | «Хімік» |
| ------------- | ----- | ------- |
|               |       |         |

|  |

| 7 лютого 2021 |

| «Волинь-Університет-ОДЮСШ» | 3 – 0 | «ВК Полісся-ШВСМ-ЖДУ» |
| -------------------------- | ----- | --------------------- |
|                            |       |                       |

|  |

1. СК «Прометей»
2. «Хімік»
3. «Волинь-Університет-ОДЮСШ»
4. «ВК Полісся-ШВСМ-ЖДУ»

## Фінал чотирьох

### Півфінал
| 26 лютого 2021 |

| «Хімік» | 3 – 0 (25:12, 25:18, 25:20) | «Регіна-МЕГУ-ОШВСМ» |
| ------- | --------------------------- | ------------------- |
|         |                             |                     |

| Кам'янське |

«Хімік»: Фролова (набрала 6 очок), Скрипак (5), Яковчук (9), Маєвська (9), Хобер (10), Бойко (14); Нємцева (л), Степановська, Снід (5), Кириченко (2), Тайнара Еммель (2), Великоконь. Тренер — Євген Ніколаєв.
«Регіна-МЕГУ-ОШВСМ»: Дуб'янська (1), Єфременко (12), Котар (4), Паршина (1), Дударенко (6), Хорольська (5); Росоха (л), Лустюк (л), Довгополюк (9), Коломієць. Тренер — Сергій Тимчак.
Кращі гравці: Юлія Бойко — Анна Довгополюк.
| 26 лютого 2021 |

| СК «Прометей» | 3 – 0 (25:17, 25:11, 25:19) | «Аланта» |
| ------------- | --------------------------- | -------- |
|               |                             |          |

| Кам'янське |

СК «Прометей»: Дудник (11), Мелюшкіна (5), Крайдуба (16), Санчез (8), Дрозд (9), Кітіпова (1); Венегас (л), Сільченкова (4), Харчинська (1), Мазенко (1), Політанська. Тренер — Іван Пєтков.
«Аланта»: Баєва (4), Яворська (4), Кочеткова (7), Литвиненко (9), Мосціцька (6), Леженкіна; Васильєва (л), Мчедлішвілі (4), Олійник (2), Волченко, Перетятько, Букацелі. Тренер — Ольга Попович.
Кращі гравці: Анастасія Крайдуба — Поліна Кочеткова.

### Матч за третє місце
| 27 лютого 2021 |

| «Регіна-МЕГУ-ОШВСМ» | 3 – 0 (25:16, 25:19, 25:18) | «Аланта» |
| ------------------- | --------------------------- | -------- |
|                     |                             |          |

| Кам'янське |

| 77               | Україна | Таїсія Хорольська   | 8 очок |
| 23               | Україна | Ангеліна Дуб'янська | 6      |
| 55               | Україна | Анна Єфременко      | 13     |
| 2                | Україна | Уляна Котар         | 5      |
| 33               | Україна | Анна Довгополюк     | 10     |
| 27               | Україна | Анастасія Дударенко | 15     |
| 30               | Україна | Тетяна Лустюк       | (л)    |
| 3                | Україна | Світлана Росоха     | (л)    |
| 74               | Україна | Лариса Тимчак       |        |
| Головний тренер: |         |                     |        |
| Сергій Тимчак    |         |                     |        |

|                  | Україна | Євгенія Баєва      | 5   |
| 12               | Україна | Влада Яворська     | 3   |
| 5                | Україна | Поліна Кочеткова   | 12  |
| 4                | Україна | Юлія Литвиненко    | 9   |
| 1                | Україна | Вікторія Мосціцька | 5   |
| 15               | Україна | Ольга Леженкіна    | 1   |
| 6                | Україна | Катерина Васильєва | (л) |
| 13               | Україна | Ніколь Мчедлішвілі | 1   |
| 10               | Україна | Вікторія Олійник   |     |
| 2                | Україна | Дар'я Перетятько   | 1   |
| 9                | Україна | Варвара Букацелі   |     |
| 7                | Україна | Катерина Волченко  |     |
| Головний тренер: |         |                    |     |
| Ольга Попович    |         |                    |     |

Кращі гравці: Ангеліна Дуб'янська — Євгенія Баєва.

### Фінал
| 27 лютого 2021 |

| СК «Прометей» | 3 – 1 (16:25, 25:21, 25:20, 25:20) | «Хімік» |
| ------------- | ---------------------------------- | ------- |
|               |                                    |         |

| Кам'янське |

| 14               | Куба        | Даямі Санчес         | 8   |
| 3                | Україна     | Дар'я Дрозд          | 1   |
| 7                | Болгарія    | Лора Кітіпова        | 8   |
| 1                | Україна     | Катерина Дудник      | 5   |
| 2                | Україна     | Діана Мелюшкіна      | 9   |
| 8                | Україна     | Анастасія Крайдуба   | 29  |
| 21               | Пуерто-Рико | Шара Венегас         | (л) |
| 5                | Україна     | Катерина Сільченкова | 6   |
| 12               | Україна     | Діана Франкевич      |     |
| 11               | Україна     | Анна Харчинська      |     |
| 4                | Україна     | Алла Політанська     |     |
| Головний тренер: |             |                      |     |
| Іван Пєтков      |             |                      |     |

| 5                | США      | Джасмін Снід       | 6   |
| 1                | Україна  | Ганна Кириченко    | 25  |
| 9                | Україна  | Юлія Бойко         | 14  |
| 8                | Україна  | Катерина Фролова   | 7   |
| 7                | Україна  | Ольга Скрипак      | 4   |
| 2                | Бразилія | Тайнара Еммель     | 4   |
| 6                | Україна  | Кристина Нємцева   | (л) |
| 10               | Україна  | Дарія Степановська |     |
| 13               | Україна  | Оксана Яковчук     |     |
| 15               | Україна  | Юлія Микитюк       | 1   |
| 16               | Україна  | Анастасія Маєвська | 2   |
| 17               | Україна  | Євгенія Хобер      | 1   |
| Головний тренер: |          |                    |     |
| Євген Ніколаєв   |          |                    |     |

Кращі гравці: Лора Кітіпова — Ольга Скрипак.
Найкращий гравець «Фіналу чотирьох»: Анастасія Крайдуба.

## Статистика

### Кращий бомбардир
| Місце          | Волейболістка      | Команда                   | Показник | Очки | Партії |
| -------------- | ------------------ | ------------------------- | -------- | ---- | ------ |
| 1              | Ольга Качур        | СК «Балта»                | 6,67     | 40   | 6      |
| 2              | Інна Деніна        | «Галичанка-ЗУНУ»          | 5,4      | 27   | 5      |
| 3              | Юлія Камінська     | «Університет-ШВСМ»        | 5,3      | 53   | 10     |
| 4              | Анастасія Крайдуба | СК «Прометей»             | 4,92     | 128  | 26     |
| 5              | Анна Єфременко     | «Регіна-МЕГУ-ОШВСМ»       | 4,44     | 111  | 25     |
| 6              | Людмила Борознова  | «Галичанка-ЗУНУ»          | 4,4      | 66   | 15     |
| 7              | Валерія Якушева    | «Білозгар-Медуніверситет» | 4,17     | 121  | 29     |
| 8              | Варвара Кольцова   | СК «Балта»                | 4        | 12   | 3      |
| 9              | Поліна Кочеткова   | «Аланта»                  | 3,85     | 104  | 27     |
| 10             | Ірина Ногіна       | Збірна Харківської обл.   | 3,85     | 50   | 13     |
| Джерело (ФВУ): |                    |                           |          |      |        |

| Місце          | Волейболістка      | Команда                   | Очки |
| -------------- | ------------------ | ------------------------- | ---- |
| 1              | Анастасія Крайдуба | СК «Прометей»             | 128  |
| 2              | Валерія Якушева    | «Білозгар-Медуніверситет» | 121  |
| 3              | Анна Єфременко     | «Регіна-МЕГУ-ОШВСМ»       | 111  |
| 4              | Поліна Кочеткова   | «Аланта»                  | 104  |
| 5              | Юлія Литвиненко    | «Аланта»                  | 87   |
| 6              | Валерія Дрьомова   | «Галичанка-ЗУНУ»          | 83   |
| 7              | Уляна Котар        | «Регіна-МЕГУ-ОШВСМ»       | 77   |
| 8              | Євгенія Баєва      | «Аланта»                  | 73   |
| 9              | Дарія Ковальчук    | «Білозгар-Медуніверситет» | 72   |
| 10             | Марія Проценко     | «Полісся-ШВСМ-ЖДУ»        | 71   |
| Джерело (ФВУ): |                    |                           |      |

### Кращий подаючий
| Місце          | Волейболістка      | Команда                 | Показник | Ейси | Партії |
| -------------- | ------------------ | ----------------------- | -------- | ---- | ------ |
| 1              | Олександра Чорна   | «Южанка»                | 1,7      | 17   | 10     |
| 2              | Олександра Лижіна  | ВК «Іскра»              | 1,5      | 9    | 6      |
| 3              | Ольга Біряєва      | ВК «Іскра               | 1,2      | 6    | 5      |
| 4              | Ірина Ногіна       | Збірна Харківської обл. | 1,15     | 15   | 13     |
| 5              | Вікторія Ігнатова  | «Галичанка-ЗУНУ»        | 1        | 8    | 8      |
| 6              | Анастасія Святенко | Збірна Харківської обл. | 0,92     | 11   | 12     |
| 7              | Дар'я Куземчак     | «Южанка»                | 0,9      | 9    | 10     |
|                | Ірина Охрімчук     | «Южанка»                | 0,9      | 9    | 10     |
| 9              | Євгенія Приходько  | ВК «Іскра               | 0,89     | 8    | 9      |
|                | Дар'я Костенко     | ВК «Іскра               | 0,89     | 8    | 9      |
| Джерело (ФВУ): |                    |                         |          |      |        |

| Місце          | Волейболістка      | Команда                   | Ейси |
| -------------- | ------------------ | ------------------------- | ---- |
| 1              | Олександра Чорна   | «Южанка»                  | 17   |
| 2              | Катерина Мезінова  | Збірна Харківської обл.   | 16   |
| 3              | Ірина Ногіна       | Збірна Харківської обл.   | 15   |
| 4              | Марія Капланська   | «СК Прометей-2-ДДТУ»      | 12   |
| 5              | Анастасія Святенко | Збірна Харківської обл.   | 11   |
| 6              | Катерина Ващук     | Збірна Харківської обл.   | 11   |
| 7              | Анна Єфременко     | «Регіна-МЕГУ-ОШВСМ»       | 11   |
| 8              | Дарія Ковальчук    | «Білозгар-Медуніверситет» | 11   |
| 9              | Ганна Кириченко    | «Хімік»                   | 10   |
| 10             | Юлія Литвиненко    | «Аланта»                  | 10   |
| Джерело (ФВУ): |                    |                           |      |

### Кращий блокуючий
| Місце          | Волейболістка      | Команда                    | Показник | Блоки | Партії |
| -------------- | ------------------ | -------------------------- | -------- | ----- | ------ |
| 1              | Ганна Дубова       | «Фогтланд»                 | 1        | 6     | 6      |
| 2              | Людмила Борознова  | «Галичанка-ЗУНУ»           | 0,87     | 13    | 15     |
| 3              | Діана Мелюшкіна    | СК «Прометей»              | 0,78     | 14    | 18     |
| 4              | Марина Мазенко     | СК «Прометей»              | 0,77     | 10    | 13     |
|                | Анастасія Маєвська | «Хімік»                    | 0,77     | 10    | 13     |
| 6              | Анастасія Лях      | «Галичанка-ЗУНУ»           | 0,74     | 17    | 23     |
| 7              | Вікторія Даньчак   | «Волинь-Університет-ОДЮСШ» | 0,7      | 14    | 20     |
| 8              | Марія Лозінська    | «Полісся-ШВСМ-ЖДУ»         | 0,68     | 13    | 19     |
| 9              | Катерина Фролова   | «Хімік»                    | 0,67     | 12    | 18     |
| 10             | Діана Франкевич    | СК «Прометей»              | 0,62     | 5     | 8      |
| Джерело (ФВУ): |                    |                            |          |       |        |

| Місце          | Волейболістка        | Команда                    | Блоки |
| -------------- | -------------------- | -------------------------- | ----- |
| 1              | Анастасія Лях        | «Галичанка-ЗУНУ»           | 17    |
| 2              | Вікторія Мосціцька   | «Аланта»                   | 15    |
| 3              | Діана Мелюшкіна      | СК «Прометей»              | 14    |
| 4              | Вікторія Даньчак     | «Волинь-Університет-ОДЮСШ» | 14    |
| 5              | Уляна Котар          | «Регіна-МЕГУ-ОШВСМ»        | 14    |
| 6              | Людмила Борознова    | «Галичанка-ЗУНУ»           | 13    |
| 7              | Марія Лозінська      | «Полісся-ШВСМ-ЖДУ»         | 13    |
| 8              | Дар'я Дрозд          | СК «Прометей»              | 13    |
| 9              | Катерина Фролова     | «Хімік»                    | 12    |
| 10             | Крістіна Старостенко | «СК Прометей-2-ДДТУ»       | 11    |
| Джерело (ФВУ): |                      |                            |       |